# Licenciement en Espagne
Le Licenciement en Espagne a été réformé au cours des années 2010.

## Indemnisation du licenciement économique
Le licenciement économique en Espagne a été assoupli par le gouvernement du conservateur Mariano Rajoy. L’autorisation administrative préalable a été supprimée. L'indemnité de licenciement économique a été réduite à 20 jours par année de présence, si la société a eu trois semestres sans bénéfices. 

## Indemnisation des autres formes de licenciement
Si le juge estime que le licenciement n'a pas  de justifications (économiques, techniques, d'organisation ou de production), l'employé a droit à une indemnité plus élevée, que la loi de 2012 a fait passer de 45 jours de salaire par année de travail, dans la limite de 42 mensualités, à 33 jours de salaires par année de présence, dans la limite de 24 mensualités.